# Artem Starhorods'kyj
Artem Serhijovyč Starhorods'kyj (in ucraino Артем Сергійович Старгородський?; Kiev, 17 gennaio 1982) è un calciatore ucraino, centrocampista dello Šturm Ivankiv.

## Carriera
Ha giocato nella massima serie dei campionati ucraino e bielorusso.

## Palmarès

### Club

#### Competizioni nazionali
- Coppa di Bielorussia: 1

Šachcër Salihorsk: 2013-2014